# Barrio Tercero, Huejotzingo
Barrio Tercero är en ort i Mexiko.   Den ligger i kommunen Huejotzingo och delstaten Puebla, i den sydöstra delen av landet, 80 km öster om huvudstaden Mexico City. Barrio Tercero ligger 2 265 meter över havet och antalet invånare är 122.
Terrängen runt Barrio Tercero är platt åt nordost, men åt sydväst är den kuperad. Terrängen runt Barrio Tercero sluttar österut. Runt Barrio Tercero är det ganska tätbefolkat, med 108 invånare per kvadratkilometer. Närmaste större samhälle är Cholula, 16,5 km sydost om Barrio Tercero. Omgivningarna runt Barrio Tercero är en mosaik av jordbruksmark och naturlig växtlighet.